# Słowo (dziennik wileński)

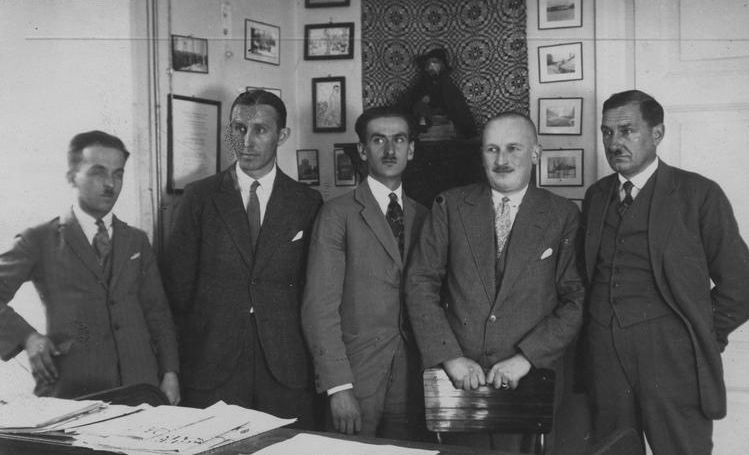
Redakcja „Słowa”: Bolesław Wit-Święcicki, Witold Tatrzański, Józef Mackiewicz, Kazimierz Luboński, Hartung

Słowo (Słowo wileńskie) – lokalny, opiniotwórczy dziennik wydawany w latach 1922–1939 w Wilnie, uznawany za organ prasowy monarchistów, konserwatystów i litewskiego ziemiaństwa skupionych w Stronnictwie Prawicy Narodowej, a następnie po 1926 roku w Organizacji Zachowawczej Pracy Państwowej.

## Historia
Gazeta powstała w 1922 z inicjatywy „żubrów kresowych”, tj. grupy zamożnego ziemiaństwa dawnego Wielkiego Księstwa Litewskiego, i miała za zadanie propagować wartości konserwatywne, a w późniejszym czasie stać w trwałej opozycji do planów wprowadzenia reformy rolnej. Przez niemal cały okres swego istnienia była finansowana głównie z prywatnych funduszy księcia Janusza Franciszka Radziwiłła.
Od samego początku aż do napaści ZSRR na Polskę redaktorem naczelnym „Słowa” był Stanisław „Cat” Mackiewicz (który następnie stał się jego właścicielem). Młody publicysta z czasem na tyle uniezależnił się od swoich patronów, by już 1926 r. prowadzić coraz mniej zachowawczą politykę pisma. Wyraził to m.in. swoim pozytywnym stosunkiem względem przewrotu majowego, co uznane zostało przez środowisko konserwatystów za tzw. wyjście przed szereg. „Słowo” patronowało także mającemu miejsce w tym samym roku zjazdowi w Nieświeżu, które zaowocowało trwałym pojednaniem litewskiego ziemiaństwa z Józefem Piłsudskim.
Na łamach gazety prezentowano bardzo konkretne poglądy odnoszące się do prowadzonej polityki międzynarodowej, m.in. koncepcję sojuszu z Niemcami i odzyskanie utraconych ziem na wschodzie. Publicyści „Słowa” w latach 30. stali w daleko posuniętej opozycji względem Józefa Becka. Był on nieustannie krytykowany za niestałą politykę w stosunku do Niemiec, zdaniem Mackiewicza doprowadziła we wrześniu 1939 do napaści III Rzeszy na Polskę. Sam Mackiewicz tak charakteryzował swoją osobę na łamach pisma: "Jestem filohitlerowcem, ze względu na wspólnotę celów, na walkę z bolszewizmem". Inspirował się też nazistowskimi, rasistowskimi teoriami na temat Żydów. O tym, kto jest, a kto nie jest Żydem, pisał: "Jedyne logiczne, jasne kryterium, jest właśnie kryterium hitlerowskie. Żydem jest ten, kto jest pochodzenia żydowskiego". Efektem opozycyjnej działalności redakcji było osadzenie na 17 dni 22 marca 1939 redaktora naczelnego pisma w obozie internowania w Berezie Kartuskiej. 
„Słowo” przez niemal cały okres istnienia rywalizowało z endeckim „Dziennikiem Wileńskim”. Konflikt niekiedy przywierał na sile, a jego kulminacją były liczne pojedynki redaktorów naczelnych obu pism. Ostatni numer „Słowa” ukazał się 18 września 1939 r. W związku okupacją Wilna przez ZSRR, a następnie Republikę Litewską siedzibę redakcji pisma przeniesiono do Londynu, gdzie od 1940 r. wznowiono wydawanie periodyku w formule tygodnika.

## Publicyści „Słowa”
W ciągu 17 lat istnienia wileńskiego „Słowa” na łamach pisma regularnie publikowano teksty znanych autorów. Wśród nich byli:

- Walerian Charkiewicz
- Stanisław „Cat” Mackiewicz
- Józef Mackiewicz
- Paweł Jasienica
- Czesław Miłosz
- Jerzy Wyszomirski
- Władysław Studnicki
- Czesław Jankowski
- Wacław Zbyszewski
- Adolf Zbyszewski
- Ksawery Pruszyński
- Marian Zdziechowski